# Qui est Renard Bleu ?
Qui est Renard Bleu ? est une bande dessinée de la série Jeremiah de Hermann parue en 2002.

## Synopsis
Après l'épisode précédent en plein marais, les héros se retrouvent dans une ville florissante, pleine de vices et de corruption, dont l'économie repose sur le sexe et les casinos. Jeremiah rencontre une attirante jeune fille, Gazoleen, pendant que Kurdy doit rester alité dans un petit hotel après son passage à tabac.
Ils rencontrent alors Sue Connely, agent fédéral, qui enquête sur des affaires pédophiles qui impliqueraient les différents notables de la ville. Recrutés par chantage, ils doivent collaborer avec elle...
Mais qui est Renard Bleu ?

## Analyse
Alors qu'on connaissait quelque peu la jeunesse de Jeremiah, on ne savait presque rien de celle de Kurdy, sauf que son père le battait (voir Les Eaux de colère). C'est ici qu'on révèle - très légèrement - certaines zones d'ombres de son passé... c'est une des rares fois où Kurdy accepte de s'engager dans une bonne action, surtout après que Sue lui ait révélé les actes de pédophilie. On devine qu'il en a été victime lorsqu'il était petit garçon.
On aborde aussi ici le problème de certains prêtres pédophiles.
Peu de morale néanmoins : l'auteur nous livre ici une approche sans faux semblant de la réalité : les méchants ne sont pas punis et quand ils le sont, ce n'est pas par la justice officielle.
Jeremiah continue lentement à éroder sa moralité...